# Szkafut
Szkafut - tak nazywana jest na żaglowcach i dużych jachtach ta część pokładu jednostki, która znajduje się na śródokręciu, pod warunkiem jednak, iż jest ona położona na niższym poziomie niż pokłady: dziobowy (fordek) i rufowy (achterdek).